# Кандаурово (Новосибирская область)
Кандау́рово — село в Колыванском районе Новосибирской области. Административный центр Кандауровского сельсовета.

## География
Площадь села — 142 гектара.

## Население
| 2002 | 2007 | 2010 |
| ---- | ---- | ---- |
| 736  | ↗849 | ↘628 |

## Инфраструктура
В селе по данным на 2007 год функционируют 1 учреждение здравоохранения и 1 учреждение образования.

## Известные уроженцы
- Ферапонт (Пушкарёв) (1955—1993) — инок, убитый на Пасху в Оптиной Пустыни.